# Otto Herfurth
Otto Herfurth (22 de enero de 1893 - 29 de septiembre de 1944) fue un general en la Wehrmacht de la Alemania Nazi durante la II Guerra Mundial. Fue condecorado con la Cruz de Caballero de la Cruz de Hierro. Herfurth fue uno de los conspiradores del complot del 20 de julio.
Herfurth era jefe de Estado Mayor del III Distrito Militar que cubría Berlín y Brandeburgo. Inicialmente dio su apoyo al intento de golpe, pero posteriormente durante la tarde cambió de bando. Sin embargo, el 14 de agosto de 1944, fue arrestado y fue juzgado por el Tribunal del Pueblo. Fue ahorcado el 29 de septiembre de 1944 junto a Joachim Meichssner, Fritz von der Lancken, Wilhelm-Friedrich zu Lynar y Joachim Sadrozinski en la prisión de Plötzensee en Berlín.

## Condecoraciones
- Cruz de Caballero de la Cruz de Hierro el 14 de septiembre de 1942 como Oberst y comandante del Infanterie-Regiment 117[2]